# Télétoon Rétro
Pour les articles homonymes, voir Télétoon.
Ne pas confondre avec la chaîne canadienne-anglophone Teletoon Retro.
Télétoon Rétro, stylisé en TÉLÉTOON Rétro, était une chaîne de télévision québécoise spécialisée de catégorie B appartenant à Corus Entertainment, basée sur l'ancien bloc de programmation Télétoon Rétro de la chaîne Télétoon.
La programmation offrait des dessins animés classiques dont la diffusion sur Télétoon a cessé depuis plus d'une dizaine d'années. Un service identique en langue anglaise, Teletoon Retro, était en ondes depuis le 1er octobre 2007.

## Histoire
Télétoon Rétro en français et en anglais a débuté en tant que bloc de programmation sur Télétoon dans les deux langues. En novembre 2000, le CRTC a accordé une licence à Teletoon Canada pour une chaîne devant s'appeler Télétoon Rétro en français et en anglais, mais n'a pas été lancée avant expiration de la licence. Une nouvelle demande de licence a été approuvée à l'automne 2005 et la chaîne anglophone a été lancée le 1er octobre 2007. La chaîne francophone a été lancée onze mois plus tard, le 4 septembre 2008.
Le 16 mars 2012, Bell Canada (BCE) annonce son intention de faire l'acquisition d'Astral Média, incluant ses parts dans Télétoon, pour 3,38 milliards de dollars. La transaction a été refusée par le CRTC. Bell Canada a alors déposé une nouvelle demande le 4 mars 2013 et annonce qu'elle vend ses parts dans Historia, Séries+ et Télétoon à Corus Entertainment, alors que Shaw Media vendra aussi ses parts dans les deux chaînes à Corus, devenant seul propriétaire, sous approbation du CRTC.
Le 27 juin 2013, le CRTC approuve la demande d'acquisition d'Astral par Bell. Historia, Séries+ et Télétoon sont donc vendus à Corus, dont la transaction a été approuvé le 20 décembre 2013, et complété le 1er janvier 2014.
Le 24 mars 2014, la chaîne est lancée en haute définition aux abonnés de Cogeco.
En août 2015, le site web de la chaîne annonce sa fermeture pour le 1er septembre 2015. La fermeture a été structurée afin que la chaîne soit remplacée chez certains câblodistributeurs par La Chaîne Disney.

## Programmation
- Astro, le petit robot
- Babar
- Batman[11]
- Benjamin
- Calinours
- Bugs Bunny et Tweety
- Casper le gentil fantôme
- Cléo et Chico
- Et voici la petite Lulu
- Fantastic Four
- Félix le chat
- G.I. Joe: A Real American Hero
- Godzilla, la série
- Goldorak
- Inspecteur Gadget
- Jem et les Hologrammes
- Johnny Bravo
- L'Araignée
- La Famille Ours
- La Légende des super-héros
- La Momie
- Le Monde de Bobby
- Le Laboratoire de Dexter
- Le Petit Castor
- Les Jetson
- Les Mystères de Scooby-Doo
- Les Maîtres de l'univers
- Les Pierrafeu
- Les Razmoket
- Les Supers Nanas
- Les Treize Fantômes de Scooby-Doo
- Looney Tunes
- Mes parrains sont magiques[11]
- Mon petit monstre
- Ned et son triton
- Petite Lulu
- Petit Ours
- Pour le meilleur et pour le pire
- Power Rangers : Mighty Morphin
- Rémi sans famille
- Roquet belles oreilles
- Rolie Polie Olie
- Scooby-Doo où est-tu?
- Scooby-Doo Show
- She-Ra, la princesse du pouvoir
- SOS Fantômes
- Super héros
- T'as l'bonjour d'Albert
- The Raccoons
- Timothée va à l'école
- Tom et Jerry
- Tom et Jerry Kids Show
- Totally Spies![11]
- Touché la Tortue
- Touftoufs et polluards
- Transformers
- Wally Gator
- X-men

## Identité visuelle

### Logos

Logo de Télétoon Rétro jusqu'en 2013
Logo de Télétoon Rétro du 4 février 2013 au 31 août 2015

## Slogans
- Toujours drôle